# Capela do Senhor da Boa Morte

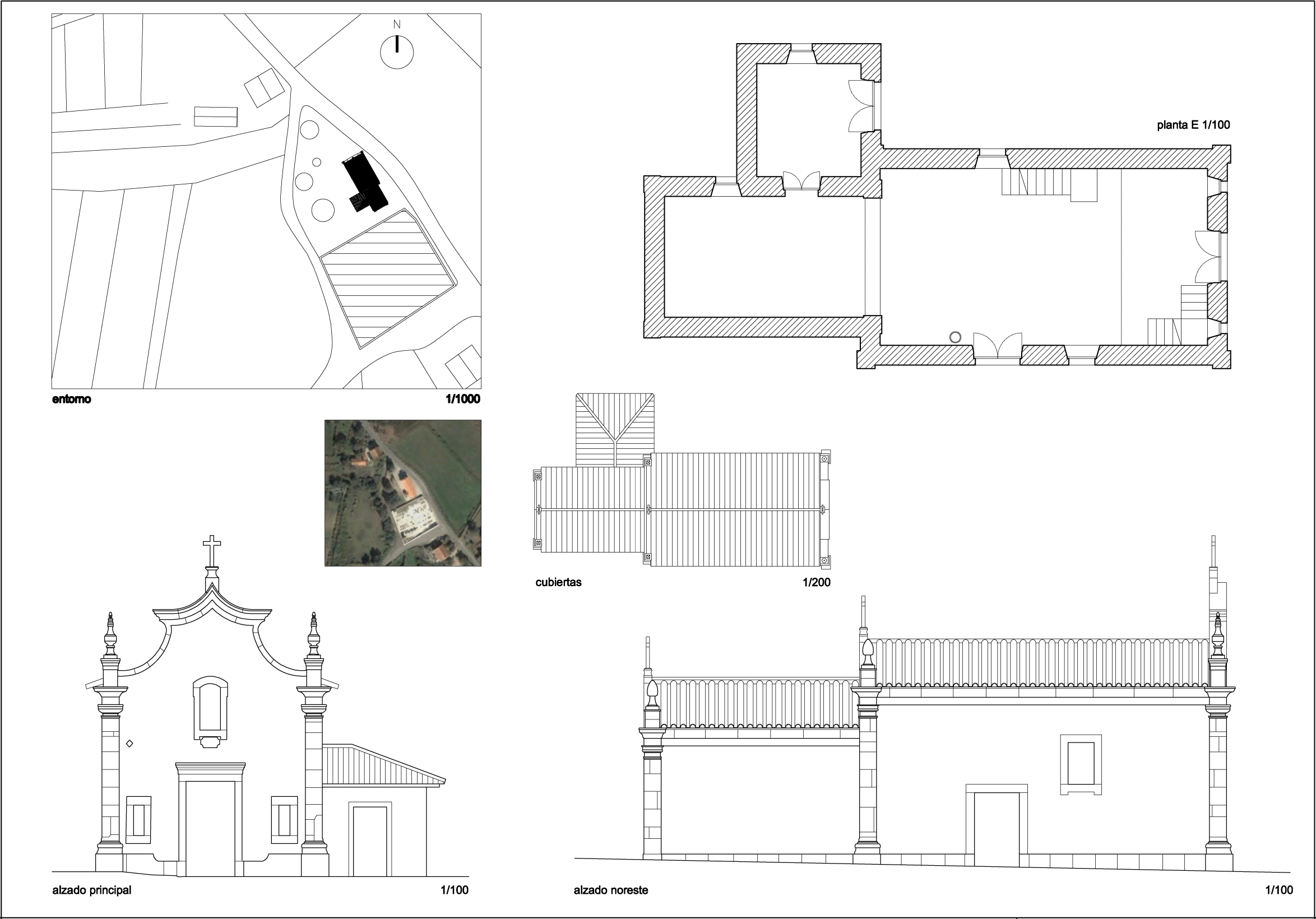
Plantas, alzados y secciones de la capilla.

La Capela do Senhor da Boa Morte, también llamada Capela dos Milagres, en español "Capilla del Señor de la Buena Muerte" o "Capilla de los Milagros". Es una capilla construida en el año 1874, durante el siglo XX la capilla lateral y en los inicios del XXI fue reformada. Está situada al lado del cementerio municipal de Os Milagres en Cambeses, Monção, Viana do Castelo, Portugal. Fue construida por orden de Manuel Ventura Gonçalves Penso e hijos: P. João Manuel, Antonio y Joaquim.

## Descripción de la capilla
La capilla reúne varios estilos arquitectónicos, el barroco, el neoclásico y el eclecticismo. Presenta una planta de nave única longitudinal y una capilla mayor rectangular más baja y estrecha con sacristía adosada a la fachada suroeste.
Se disponen los volúmenes de forma escalonada, con cubiertas diferenciadas de dos aguas en capilla y tres en sacristía. Las fachadas están revocadas con zócalo saliente de cantería vista y ritmadas con remates en friso y cornisa; las pilastras de las esquinas se coronan con pináculos y cruces sobre acroterios.
La fachada principal orientada al noroeste con albardilla recortada y rematada en cornisa.
El portón de entrada centrado y flanqueado por dos huecos laterales rectangulares, rematado con cornisa recta sobre la que se abre un hueco central rectangular acabado en arco rebajado; bajo éste se sitúa una placa conmemorativa de piedra con inscripción en bajorrelieve 18MVGP74.
La fachada lateral noreste perforada por una ventana rectangular y el portón de acceso, en la fachada sureste la ventana en nave, la capilla y la sacristía; la fachada posterior es ciega.
El interior está caracterizado con los paramentos revocados, rematados por un cornisa saliente, el techo abovedado y los pavimentos cerámicos con escalón y arco de medio punto sobre pilastras toscanas entre la nave y la capilla mayor.
El coro elevado en hormigón sobre ménsulas de piedra. El púlpito elevado en cantería de base rectangular sobre ménsulas de piedra, enfrentado a portón lateral NE.
La capilla mayor con puerta rectangular al SO de acceso a la sacristía, el retablo mayor es neoclásico con talla polícroma en beige y azul. El altar paralelepípedo flanqueado por los paneles laterales de madera.
La sacristía es austera, revocada, con pavimento de cemento y techo estucado.
En el atrio se encuentra un nicho en un pequeño santuario, dedicado a la virgen del Carmen, con decoración barroca y encastrado en un muro de mampostería.
- Datos: Q5748210